# Франчини, Эдуино
Эдуино Франчини (итал. Eduino Francini; 17 декабря 1925 — 27 марта 1944) — участник итальянского Сопротивления в годы Второй мировой войны.

## Биография
Родился 17 декабря 1925 года в Масса-Каррара. С рождения лишился матери, рос сиротой. С 1928 года после отъезда отца Лино в Аргентину жил в Сансеполькро с братом Сильвио и дедом. После смерти деда его воспитанием занимался родственник Отелло Филиберти.
Окончив школу, записался в Военно-морской флот. Вскоре после заключённого 8 сентября 1943 года перемирия уехал в Сансеполькро. Через несколько дней от антифашистого комитета города Ареццо он получил задание организовать и возглавить, несмотря на свой очень молодой возраст, партизанский отряд в северной долине Тибра.

### Бой в Вилла Сантинелли
Партизанский отряд IV Compagnia Valtiberina под командованием Франчини участвовал в ряде успешных операций. 19 марта 1944 года отряд принимал участие в Восстании в Сансеполькро, в ходе которого город Сансеполькро был освобождён до подхода сил антигитлеровской коалиции.
Сразу после восстания, Франчини с группой партизан покинул Сансеполькро и направился под Сполето для подкрепления действовавших там партизанских отрядов. Однако в районе Вилла Сантинелли, по дороге между Читта-ди-Кастелло и Умбертиде, группа попала в засаду, организованную превосходящими фашистскими силами и частями вермахта. В течение 18 часов партизаны вели бой, пока не закончились боеприпасы. Франчини и ещё восемь партизан были арестованы. Несмотря на пытки, не выдали никаких сведений, и через некоторое время были расстреляны.
Тела погибших партизан, первоначально захороненные в братской могиле, в апреле 1945 года были перенесены на кладбище Сансеполькро..

## Награды
- Серебряная медаль «За воинскую доблесть»[6]